# Bernd Gökeler

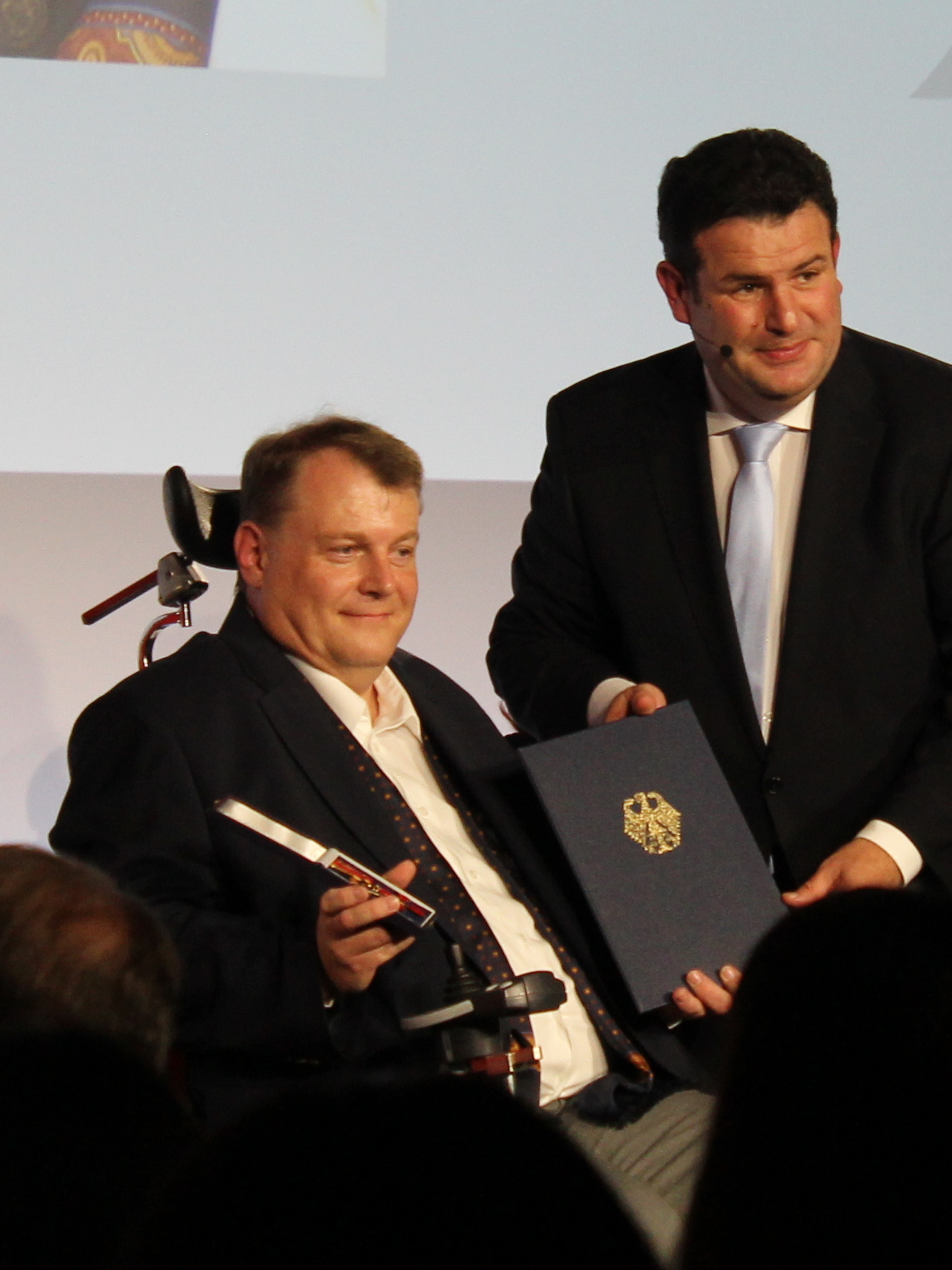
Bernd Gökeler bei der Verleihung des Bundesverdienstkreuzes am Bande durch den Bundesminister für Arbeit und Soziales Hubertus Heil 2019

Bernd Gökeler (* 1968 in Geislingen an der Steige) wurde für sein soziales Engagement 2019 das Bundesverdienstkreuz am Bande verliehen.
Gökeler studierte in Marburg Wirtschaftswissenschaften und erkrankte Mitte der 1990er Jahre an Multiple Sklerose (MS). Seit 2001 ist er in der Multiple Sklerose Selbsthilfegruppe Marburg-Biedenkopf (MS SHG) aktiv. In 2011 wurde er deren Leiter.
Er ist erster Vorsitzender des durch das Bundesministerium für Arbeit und Soziales geförderten Vereins Netzwerke für Teilhabe und Beratung e. V. (kurz NTB). Anliegen des Vereins ist es, durch Beratung und Vernetzung die Teilhabe von Menschen mit Behinderung zu fördern und so das Bundesteilhabegesetz (Gesetz zur Stärkung der Teilhabe und Selbstbestimmung von Menschen mit Behinderungen) in die Praxis umzusetzen.
Darüber hinaus ist Gökelers soziales Engagement auch allgemeiner Natur. So ist er z. B. Mitverfasser des Armutsberichts Unfassbar – Armut unter uns.